# Superkubak Belarusi 2022
La Superkubak Belarusi 2022 è stata la tredicesima edizione dell'omonima competizione, disputata il 5 marzo 2022, allo Stadio Dinamo-Yuni di Minsk, tra lo Šachcër Salihorsk, vincitore della Vyšėjšaja Liha 2021, e il BATĖ Borisov, vincitore della Kubak Belarusi 2020-2021.
Il BATĖ Borisov si è aggiudicato per l'ottava volta nella sua storia il trofeo, battendo lo Šachcër Salihorsk per 1-0.

## Tabellino
| Arbitro: | Kul'bakoŭ (Homel') |

|             |           |  |
| Milić 90+2’ | Marcatori |  |